# Base da Guarda Nacional do Ar de Otis
A Base da Guarda Nacional do Ar de Otis é uma instalação da Guarda Nacional da Ar, localizada na Joint Base Cape Cod, uma instalação de treinamento militar, localizada na parte ocidental de Cape Cod, no oeste do Condado de Barnstable, Massachusetts, Estados Unidos.
Anteriormente era conhecido como Base da Força Aérea de Otis. Na comunidade local, é mais conhecido como Base Aérea Otis ou simplesmente Otis. A instalação recebeu este nome em homenagem ao piloto e cirurgião de Boston Frank "Jesse" Otis.